# Die Russen kommen
Die Russen kommen ist ein deutscher Spielfilm der DEFA von Heiner Carow, der 1968 entstand. Der Film wurde in Schwarzweiß gedreht, vor der Premiere verboten und 1971 in Teilen in Carows Spielfilm Karriere eingebaut. Die Russen kommen galt lange Zeit als vernichtet, doch wurde Mitte der 1980er Jahre eine Arbeitskopie entdeckt. Nach ihrer Restaurierung und Aufarbeitung konnte der Film 1987 erstmals aufgeführt werden.

## Handlung
März 1945 in einem Dorf an der Ostsee: Der 16-jährige Günter Walcher ist ein überzeugter Hitlerjunge und glaubt an den Endsieg. Mit seiner Freundin Christine findet er am Strand die Leiche eines Soldaten. Während Christine entsetzt wegläuft, ist Günter beeindruckt, da der Soldat im Kampf gefallen ist. Auch ein russischer Junge in Günters Alter kommt zur Leiche. Er stellt fest, dass das Deutsche Reich am Ende ist, und geht singend davon. Wenig später wird der Junge, ein „Ostarbeiter“, von Mitgliedern der Hitlerjugend gejagt. Es ist Günter, der ihn in einer leeren Halle bis unters Dach verfolgt und stellt. Als er dem Jungen die Hand reichen will, damit beide nach unten gehen und sich der Junge der Polizei stellen kann, wird der Junge von einem Polizisten erschossen und stürzt vor Günters Augen tot in die Tiefe. Günter wird für seine Tat mit dem Eisernen Kreuz, 2. Klasse, ausgezeichnet und die Zeitungen berichten darüber. Zu Hause empfängt ihn die Mutter anlässlich der Ehrung mit einer Feier. Günters Vater ist an der Front in der Sowjetunion gefallen und Günters Lehrer, der sich für den Jungen verantwortlich fühlt, versucht ihn zu läutern: Er selbst habe im Ersten Weltkrieg das Eiserne Kreuz erhalten. Damals jedoch habe er an Deutschland geglaubt und nicht an einen einzelnen Mann. Der Krieg sei verloren. Günter glaubt es nicht, da man dann ja nicht mehr kämpfen würde.
Mit Christine geht er ins Kino und schaut sich Kolberg an. Wenig später ist er einer der Jugendlichen, die als letztes Aufgebot an die Front geschickt werden. Seine Mutter und auch Christine bieten ihm an, ihn bis zum Kriegsende zu verstecken, doch will Günter an die Front. Er meint, es muss doch alles einen Sinn haben. 
An der Front bezieht er mit anderen Jugendlichen Stellung in einem Haus. Er schläft ein und träumt von dem russischen Jungen und von seinem Vater. Als er erwacht, ist er allein. Er rennt ins nächste Dorf, doch ist niemand zu sehen. Er wartet niedergeschlagen und wird wenig später von Russen in einem Jeep aufgegriffen. Der Jeep fährt auf eine Mine und die Insassen sterben. Nur Günter überlebt und flüchtet zu Christine. Deren Eltern jedoch schicken Günter fort, als die sowjetischen Truppen ins Dorf kommen. Christines Vater, der nie in der NSDAP war, begeht Selbstmord. Günter wiederum begibt sich zu seiner Mutter und wird dort von den Sowjets verhaftet.
In der Haft gibt Günter – fest davon überzeugt, dass Recht nicht mit einem Mal Unrecht werden kann – zu, in der Hitlerjugend gewesen zu sein und das Eiserne Kreuz wegen des Aufgreifens eines russischen Jungen erhalten zu haben. Er habe das für Deutschland getan und sein gefallener Vater wäre sicherlich stolz auf ihn gewesen. Erst durch einen Brief des Vaters wird Günter klar, dass der Vater bewusst den Tod an der Front gesucht hat, weil er das Morden Unschuldiger nicht mehr ertragen konnte. Günter ist verwirrt, weigert sich jedoch, den Namen des Polizisten preiszugeben, der den Jungen erschossen hat. Auch die anderen Kinder, die bei der Aktion anwesend waren, deckt Günter. Der Polizist wird dennoch gefunden und verhaftet. Als der Polizist sich Günters Stillschweigen zur Tat versichern will, erschlägt Günter ihn im Wahn. In seiner Fantasie erscheint ihm neben dem Vater immer wieder der ermordete russische Junge, dem er unter anderem das Prinzip des Schachtelteufels zeigt. Günter bricht schließlich zusammen und meint vor den herbeieilenden Wärtern, dass er kein Mörder sei und nicht der Einzige gewesen sein will, der Schuld hat. Er wird im Krankenwagen abtransportiert. Wenig später gibt die Wehrmacht ihre Kapitulation bekannt.

## Produktion
Die Russen kommen beruht lose auf der Erzählung Die Anzeige des Bandes Ferien am Feuer von Egon Richter. Der Film wurde unter anderem an der Ostsee gedreht und war 1968 fertiggestellt. Eine Aufführung des Films wurde jedoch verweigert: Dem Film wurde eine „Psychologisierung des Faschismus“ vorgeworfen. Andere Gründe waren die mögliche Assoziation des Titels mit der Niederschlagung des Prager Frühlings im selben Jahr sowie englischsprachige Passagen des Films; so kommuniziert der tote Russe mit Christine in einer Szene des Films auf Englisch, weil sie kein Russisch versteht.
Regisseur Heiner Carow verwendete Teile des verbotenen Films zunächst für den ab 1968 gedrehten Film Karriere, der 1971 in die Kinos der DDR kam. Hier tritt die Figur des Günter Walcher ebenfalls auf – als 40-jähriger Angestellter eines Konzerns in Westdeutschland, der für den beruflichen Aufstieg einen Kommunisten verraten soll. Walcher erinnert sich in diesem Film an einen ähnlichen Verrat zu Ende des Zweiten Weltkriegs. Hier arbeitete Carow zahlreiche Szenen von Die Russen kommen ein. Die Kritik verriss den Film: „Die Rückblenden ins Historische haben spürbar emotionale Ausstrahlung, machen das Beteiligtsein des Regisseurs unmittelbar deutlich. Die Ebene des Gegenwärtigen dagegen wirkt steril, wirkt aseptisch, wirkt wie eine Welt aus der Retorte“. Carow distanzierte sich nachträglich von dem Film.
Das vollständige Material von Die Russen kommen galt lange Zeit als vernichtet, doch befand sich eine Arbeitskopie des Films im Besitz der Schnittmeisterin Evelyn Carow, die schließlich Mitte der 1980er Jahre bearbeitet und spielfähig gemacht wurde. Der Film erlebte am 3. Dezember 1987 im Berliner Kino International seine Premiere und kam am folgenden Tag in die Kinos. Im Februar 1989 lief er auch in der BRD an und wurde am 4. Mai 1990 erstmals auf DFF 2 im Fernsehen gezeigt.

## Kritik
Die Russen kommen ist Konrad Wolf gewidmet und wurde von diesem als „die zweite Seite der Medaille, die Ergänzung zu Ich war neunzehn“ begriffen. Auch die Kritik griff das Nebeneinander beider Filme auf:

„Als dieser Film entstand, da war die Staatsgrenze in Berlin erst sieben Jahre alt und das Land noch auf dem Wege, sein eigenes Selbstbewußtsein zu entwickeln. Wo wäre […] der Platz gewesen für einen Film, der in das psychische Befinden eines Hitlerjungen leuchtet, eines Jungen, dem kein Kommunist, kein Kämpfer auf dem Weg ins Leben hilft, der sühnt, indem er sich zerstört, der nirgendwo ankommt, nur untergeht im Wahnsinn? Es gab dieses Thema […] in seiner vollendeten Gestalt, Ich war neunzehn, Konrad Wolfs Selbstreflexion. Ein junger Deutscher in der Uniform der Roten Armee, als ‚Die Russen‘ kamen. Aber Die Russen kommen? Ein deutscher Junge im braunen Hemd, fanatisch, einen ‚Russen‘ jagend, unfähig zur Wandlung, fähig nur zur Reue? Leicht ist sagen, daß es beide Wege gab, daß beide Filme keine Kontrahenten sind, sondern gleichsam Brüder: Heute, zwanzig Jahre später.“

Andere Kritiker sahen Die Russen kommen auch als Pendant zum sowjetischen Film Iwans Kindheit – sowohl inhaltlich als auch stilistisch:

„Alles wird in hartem Schwarz-Weiß-Stil erzählt […], manches wirkt nahe der Negativ-Umkehrung; schwer bestimmbar, ob da manches auch der mühseligen Rekonstruktion der ursprünglichen Fassung geschuldet ist. Die stilistische Spannweite reicht von krassen naturalistischen Momenten zu symbolischen Passagen. Der Stil ist dem Herstellungs-Jahrzehnt verpflichtet: Iwans Kindheit wirkt da nach – auch der russische Junge erinnert sofort an Tarkowskis berühmten erschütternden Debütfilm.“

Die Russen kommen besitze eine „stilistisch eigenwillige … Bildsprache“, schrieben andere Kritiker. „Carow hat das traumatische Erlebnis [Günters] in expressive Bilder und eine drängende wie retardierende Montage gebannt. Er schafft Zeitszene von innen heraus, krankhaft, unwirklich, dann wieder ganz ruhig“, stellte Klaus Wischnewski 1994 fest.
Kritiker Henryk Goldberg schrieb anlässlich der Premiere des Films 1987: „[W]as mich bewegt an diesem Film, ist Kino nur zum kleineren Teil, der größere heißt Geschichte, unsere. Denn daß es diesen Film jetzt gibt im Kino, ist ein Vorgang, der erfreulich ist, weil er Entwicklung markiert, die in diesem Lande sich vollzog, seitdem die letzte Klappe fiel.“ Der Film besitze „eine künstlerische Formung, die ihrer Zeit voraus war“, die Bilder enthielten viel Symbolik und das Spiel beherrsche „fast dokumentar gestaltete Authentizität“. Andere Kritiker schrieben, dass der Film „eindrucksvoll und nachhaltig die teils gespenstische, teils groteske Atmosphäre in einer deutschen Ortschaft und die Psyche der Menschen zwischen Krieg und Frieden damals“ beschwöre.
Das Lexikon des internationalen Films schrieb: „Provokativ stellt der Film einen Mitläufer als Opfer in den Mittelpunkt, stellt die Grenzen zwischen Schuld und Unschuld infrage und liefert ein eindringliches Plädoyer für Völkerfreundschaft und gegen Volksverhetzung. Formal an Vorbildern der Nouvelle Vague (Godard, Truffaut) orientiert, fesselt der Film durch seine eindringliche Bildsprache und seine ehrliche ‚Trauerarbeit‘ über eine verführte Jugend.“

## Auszeichnungen
Der Film wurde 1987 mit dem staatlichen Prädikat „wertvoll“ ausgezeichnet. Auf dem 5. Nationalen Spielfilmfestival der DDR Karl-Marx-Stadt erhielt Die Russen kommen den Preis für Regie (Heiner Carow), für Kostüm (Werner Bergemann) und für Schnitt (Evelyn Carow).
Auf der Berlinale 1988 lief Die Russen kommen im Rahmen der Reihe „Panorama“.